# Het Felix Flux Museum
Het Felix Flux museum is een Nederlandse stripreeks getekend door Gerard Leever die tevens samen met Kees de Boer de scenario's schreef.

## Inhoud
De reeks draait rond de avonturen van Frits, Linda en professor Putjes in een archeologisch museum.

## Publicatiegeschiedenis
Er verschenen 3 verhalen tussen 1990 en 1994 in het stripblad Sjors en Sjimmie Stripblad. De naam van deze stripreeks werd bedacht door Jan van Die. De eerste 2 verhalen verschenen in datzelfde jaar ook in albumvorm bij uitgeverij Big Balloon. In 2002 werden die 2 verhalen heruitgegeven bij uitgeverij Silvester waarbij ook het derde verhaal werd uitgegeven.
In 2004 maakten de Boer en Leever nog een kort verhaal van deze stripreeks voor het stripblad Mynx Stripmagazine.

## Albums
1. De roep van het masker (1990)
2. De Maya-codex (1992)
3. De Jum van de Ararat (2002)